# ヒトリガ科
ヒトリガ科（Arctiidae）はヤガ上科に属する鱗翅目（チョウ目）の科のひとつ。Erebidae 科を認める分類体系においては Erebidae 科のヒトリガ亜科（Arctiinae）となる。

## 分類
本科は以下の三亜科に分けられるが、より細分化して四から六亜科を認める体系も存在する。
- ヒトリガ亜科 Arctiinae
- コケガ亜科 Lithosiinae
- カノコガ亜科 Syntominae

最近の分類体系では分子系統学的な観点から本科を亜科 Arctiinae に格下げして Erebidae 科に含める場合が多く、Zahiri et al.(2012)では上述の三亜科をそれぞれ族に格下げして Arctiini 族、Lithosiini 族、Syntomini 族とし、さらに Amerilini 族を認めている 。

## 形態と多様性
本科はおよそ11000種を含む大きな科であり、北極圏周辺から熱帯にかけて広く分布し、とくに熱帯で多様である。成虫が色鮮やかな体色を持つ美しい種も多く、中にはハチに擬態する Pseudosphex 属、Sphecosoma 属やMyrmecopsis 属、ベニボタルに擬態する Correbidia 属、ドクチョウ亜科やマダラガ科に擬態する Pericopina 族などの有毒昆虫への擬態で知られるものも含まれる。ヒトリガ亜科にはヒャクメトラフヒトリ Sebastia argus のような大型の種も含まれるが、東洋区では最大の亜科であり日本にも多く生息するコケガ亜科には比較的小型の種が多い。
幼虫の腹脚 proleg は退化しない。刺毛 setae が発達し、いわゆるケムシ様を呈する種が多い。
日本からは現在、コケガ亜科75種、ヒトリガ亜科46種、カノコガ亜科4種の合計125種の分布が確認されている。ヒトリガ亜科では、極地性のダイセツヒトリ Grammia quenseli daisetsuzana 、北米、ヨーロッパ、アジア北部に広く分布するヒトリガ Arctia caja の亜種 subsp. phaeosoma、南方系のハイイロヒトリ Creatonotos transiens の亜種 subsp. koni や北米からの移入種であるアメリカシロヒトリ Hyphantria cunea などが知られる。

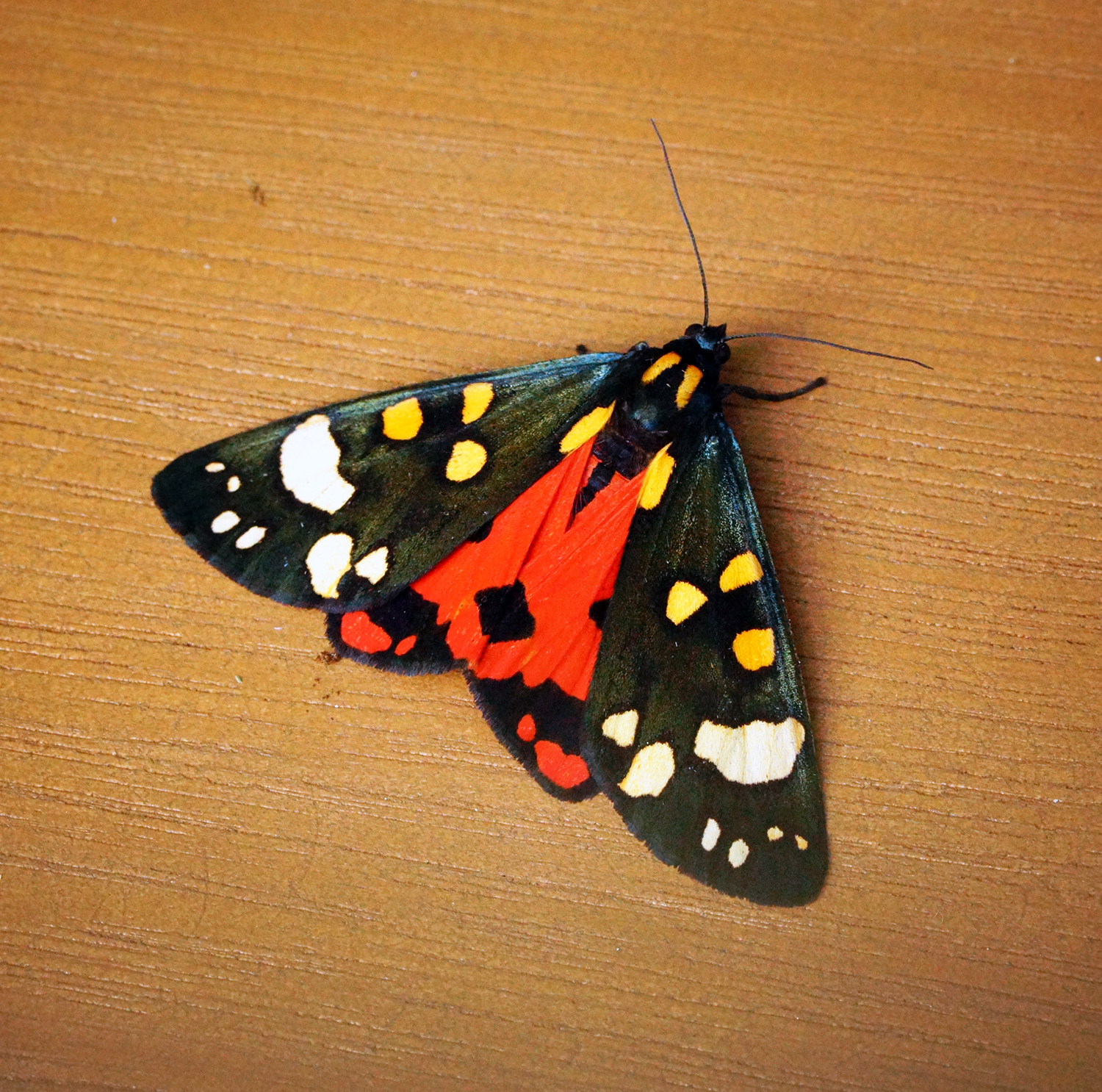
Callimorpha dominula（ヒトリガ亜科）成虫, フランス
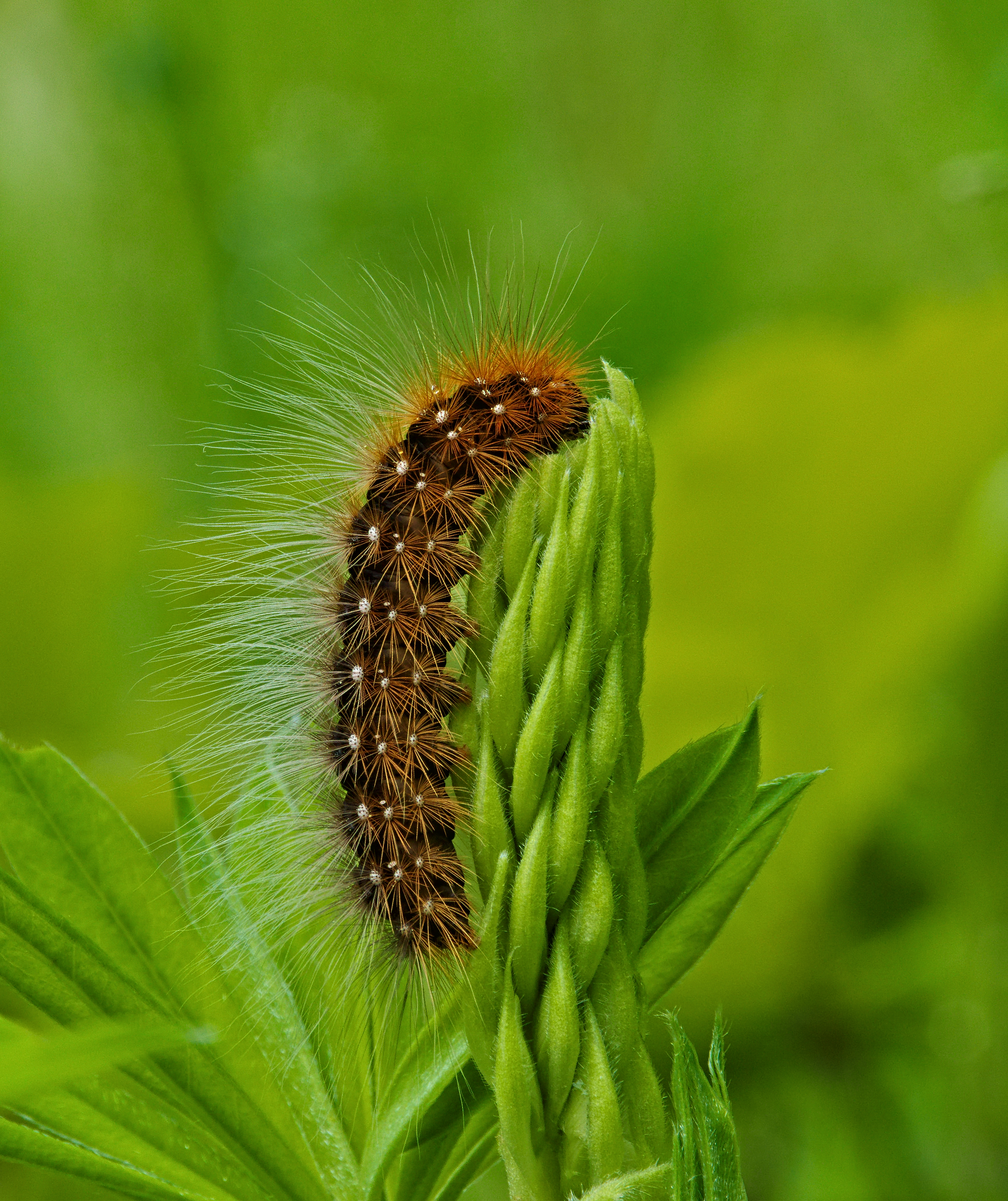
ヒトリガ Arctia caja 幼虫, ドイツ
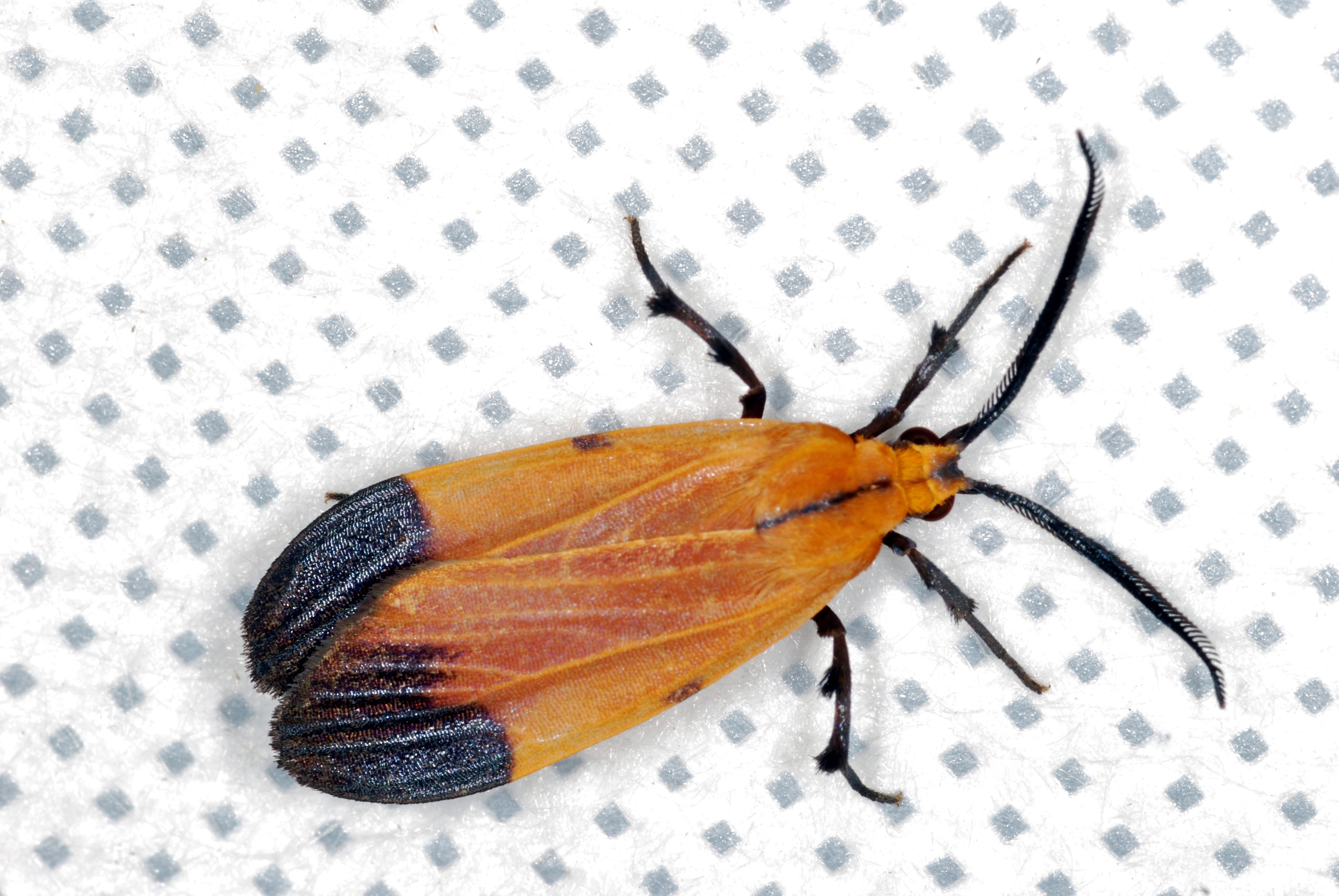
Correbidia 属（ヒトリガ亜科）成虫, ベリーズ. ベニボタル科の Calopteron 属に擬態していると考えられる
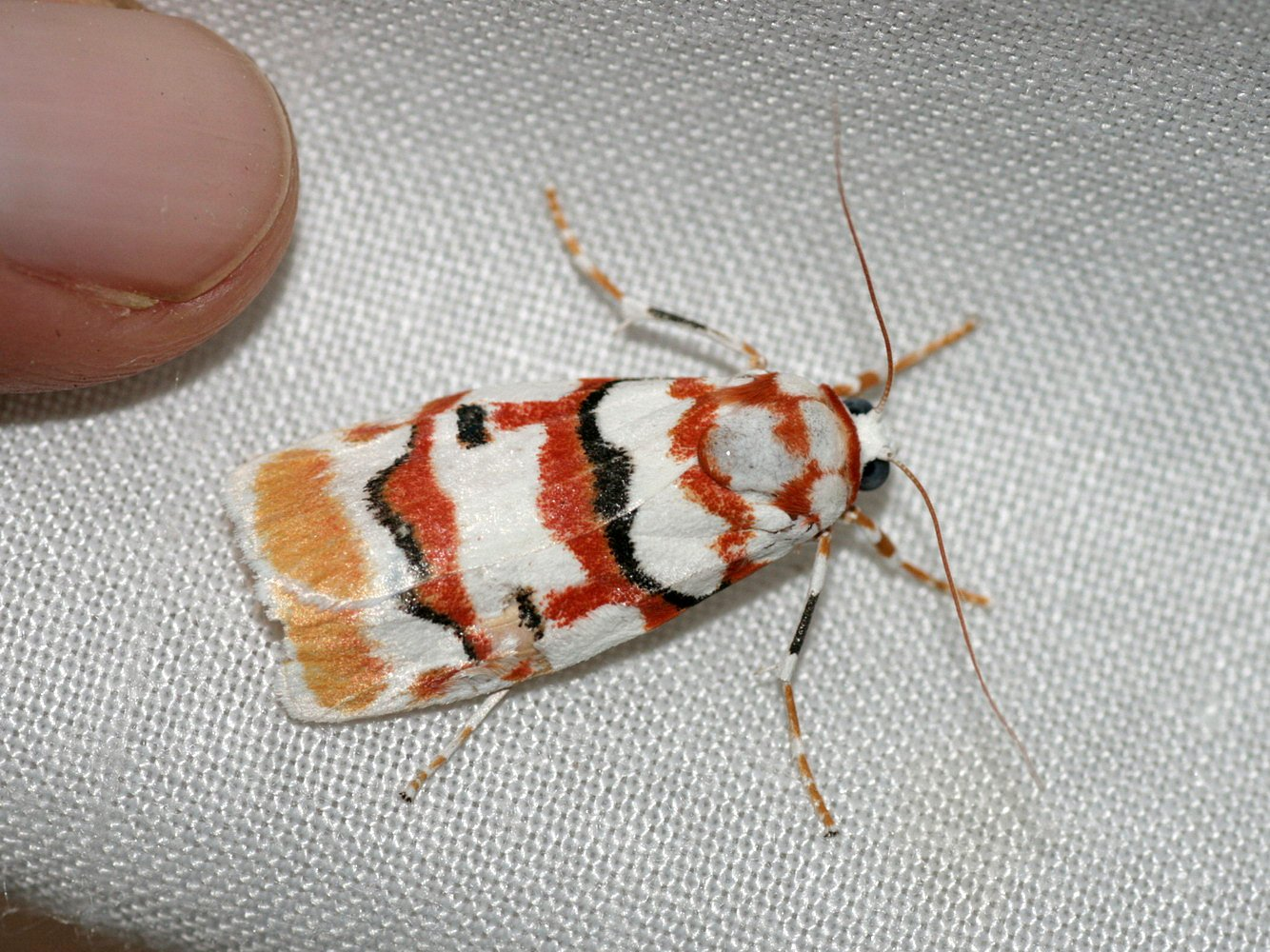
Cyana malayensis（コケガ亜科）成虫, マレーシア
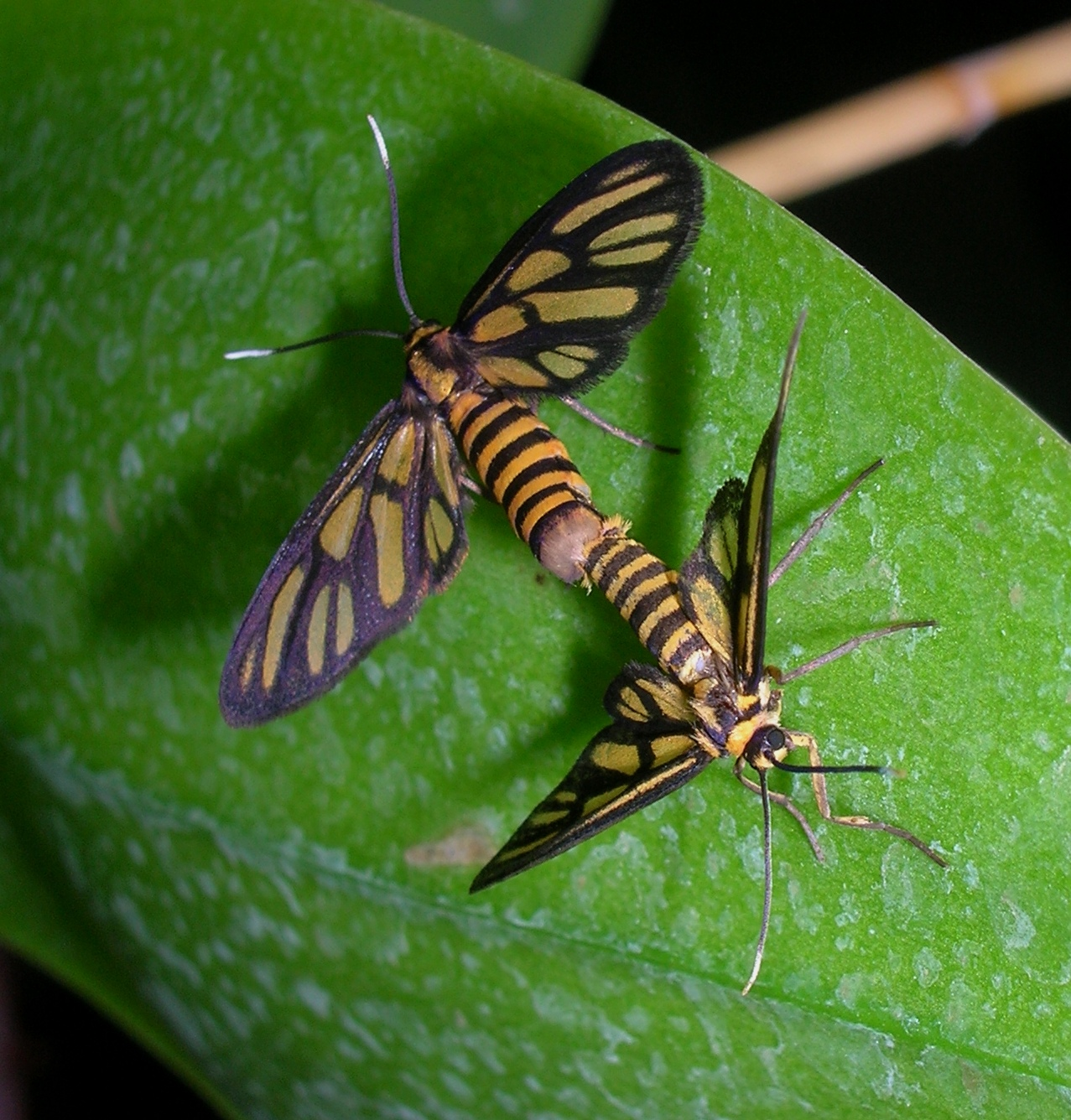
Amata 属（カノコガ亜科）成虫の交尾, フィリピン

## 生態
日本に分布するヒトリガ亜科には幼虫期に広食性を示す種が多く、たとえばアメリカシロヒトリは侵入地域によって異なる傾向が見られるものの60から120種というきわめて広範な植物を摂食することができる。コケガ亜科は地衣類を食草とする種が多いとされる。
発育のための栄養摂取を直接の目的としない、なんらかの化学物質を摂取するための摂食行動・習性のことを pharmacophagy (薬物摂食, 薬物食性) と呼び、本科の、とくにヒトリガ亜科に関してはこの薬物摂食行動でよく知られる。幼虫期、あるいは成虫が羽化後に行う薬物摂食によって植物からピロリジジンアルカロイド、強心配糖体、イリドイド配糖体などの二次代謝産物を摂取・蓄積し、捕食者から身を守る化学防御機構に役立てるほか、雄成虫が性フェロモン合成や雌への婚姻贈呈 nuptial gift に用いる例も知られる。また、上述したような派手な体色や有毒昆虫への擬態はこの化学防御機構を捕食者に示す警戒色、およびミューラー型擬態として機能すると考えられる。またコケガ亜科に関しては地衣類の二次代謝産物であるフェノール類への耐性発達の差異が本科の系統分類への手がかりとなる可能性も示唆されている。